# 四極子
四極子（英語：Quadrupole）是指一種電荷、電流或產生引力的質點等場源在空間中分佈模式。四極子是一種特殊的空間分佈，對於一般分佈而言，四極子可以是其多極展開的一部分。

## 數學定義
四极子通常用一个张量表述，四极矩张量Q是一个二阶张量，即一个迹为零的3x3矩阵（即 {\displaystyle Q_{xx}+Q_{yy}+Q_{zz}=0}）。四极矩张量有9个元素，但是由于对称性和迹为零的特性，其中只有5个元素是独立的。
以电荷分布为例，系统中的电荷以点电荷形式离散分布于空间中，每个点电荷的电荷量为 {\displaystyle q}，坐标为 {\displaystyle {\vec {r}}=(r_{x},r_{y},r_{z})}，则张量 {\displaystyle Q} 的矩阵元为
{\displaystyle Q_{ij}=\sum _{l}q_{l}(3r_{i}r_{j}-\|{\vec {r}}\|^{2}\delta _{ij})}.
其中下标 {\displaystyle i} 和 {\displaystyle j} 分别遍历 {\displaystyle x,y,z} 三个表示笛卡尔坐标的下标，{\displaystyle \delta _{ij}} 是克罗内克函数。
对于具有连续电荷密度（或质量密度）分布的系统，密度在空间中的分布以 {\displaystyle \rho (x,y,z)} 表达，此时 Q 由空间上的积分来定义：
{\displaystyle Q_{ij}=\int \,\rho (3r_{i}r_{j}-\|{\vec {r}}\|^{2}\delta _{ij})\,d^{3}\mathbf {r} }
对于一个任意的多极子体系，若它的低阶矩（单极矩和偶极矩）不是零，则四极矩的值与坐标原点的选取有关。例如，两个相反但电荷量相同的点电荷组成的电偶极子，具有电偶极矩。若原点不在两个电荷的中点，那么这个体系的电四极矩不为零，反之则为零。如果低阶矩都是零（例如四个相同电荷量的电荷置于正方形的四个顶点上，每条边上的两个电荷异号），则电四极矩与坐标原点无关。
对于势的大小可表示为 {\displaystyle 1/r} 形式的场（例如电场和引力场），四极子对势的贡献为：
{\displaystyle V_{q}(\mathbf {R} )={\frac {k}{|\mathbf {R} |^{3}}}\sum _{i,j}{\frac {1}{2}}Q_{ij}\,n_{i}n_{j}\ ,}
其中 R 是场源（电荷、质量等）系统指向场中某点的位移矢量，n 是与 R 同方向的单位矢量。{\displaystyle i,j} 的含义与前面相同，{\displaystyle n_{i},n_{j}} 表示 n 在 {\displaystyle i} 或 {\displaystyle j} 方向的分量。

## 电四极子

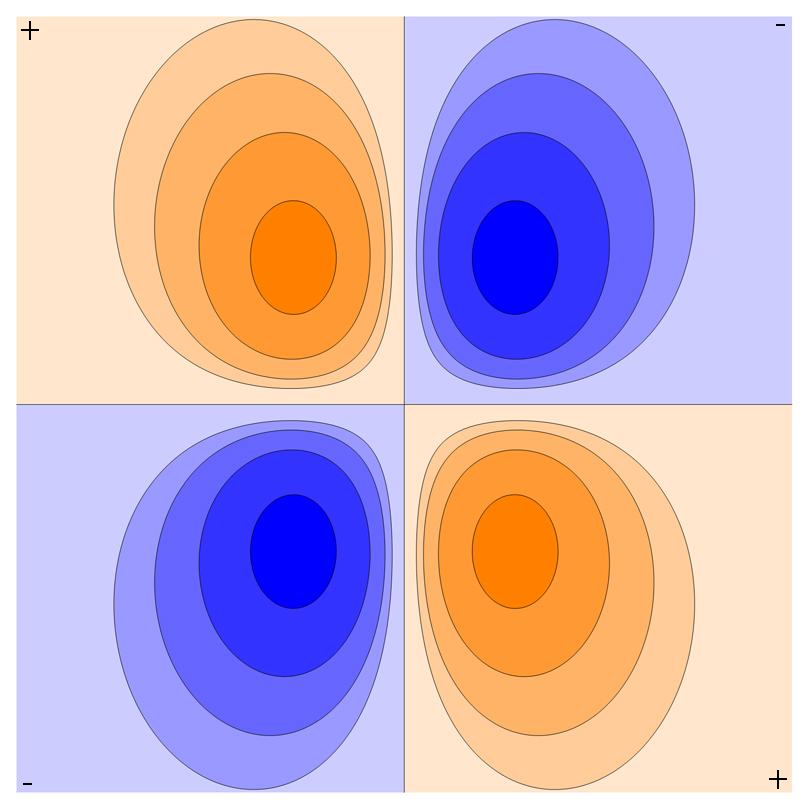
一个电四极子的等电势面图.

最简单的电四极子是四个相同电荷量的电荷置于正方形的四个顶点上，每条边上的两个电荷异号。这个体系中的总电荷量为零。在此情况下，其电偶极矩都是零，但电四极矩不是零，二者皆与坐标系的选取无关。此电荷体系产生的电势由以下式子给出
{\displaystyle V_{q}(\mathbf {R} )={\frac {1}{4\pi \epsilon _{0}}}{\frac {1}{|\mathbf {R} |^{3}}}\sum _{i,j}{\frac {1}{2}}Q_{ij}\,n_{i}n_{j}\ ,}
其中 {\displaystyle \epsilon _{0}} 是电容率, {\displaystyle Q_{ij}} 定义同上.

## 磁四极子

能产生四极场的线圈

磁铁组成的磁四极子

众所周知，磁铁分为南北两极，两极之间有磁场。然而，四极磁场将四个磁铁相互垂直放置，其中一个磁极比如南极都朝内放置，另一个磁极如北极都朝外放置，四个磁铁呈放射状。这样的结构将磁偶极矩抵消，产生一个四极矩。这样的磁场强度在大范围内衰减很快（相对于磁偶极）。磁四极子的磁场常用于在粒子加速器中聚焦带电粒子束，属于强聚焦方法的一种。随时间变化的磁四极子能产生电磁辐射。

## 重力四極子
由質點组成的四極子與電四極子類似，其產生的重力場可表達為：
{\displaystyle V_{q}(\mathbf {R} )=-G{\frac {1}{2}}{\frac {1}{|\mathbf {R} |^{3}}}\sum _{i,j}Q_{ij}\,n_{i}n_{j}\ .}
例如，由於地球不是完美的球體，在赤道處略有隆起，地球產生的四極矩不為零。這個四極矩對於靠近地球的人造衛星軌道的計算非常重要，但對於月球軌道計算則影響較小。這是由於因為四極矩產生的場是 {\displaystyle {\frac {1}{|\mathbf {R} |^{3}}}} 的形式，隨距離衰减很快。
重力四極矩在廣義相對論中也十分重要。如果它隨時間變化，就能產生重力波（與震盪的電或磁四極矩產生電磁輻射的情形類似）。只有重力四極矩或更高階的矩能向外輻射出引力波。在重力的情境下，單極矩代表系統的總质量，是一個守恆量，不產生輻射。相同的，系統的動量為偶極矩對時間的一階導數，也是守恆量，不隨時間變化，因此偶極矩不產生輻射。而四極矩可隨時間變化，因此它是能產生重力波輻射的最低階多極矩。
能夠向外輻射重力波的最簡單系統是：兩個相同質量的質點以其質心互相繞行作圓周運動。假設坐標系以質心作為原點，並且以質心到其中一質點的距離作為距離單位，則這個系統的四極矩為
{\displaystyle Q_{ij}=M(3x_{i}x_{j}-\delta _{ij})}
其中 M 是兩個質點各自的質量，{\displaystyle x_{i}} 是質點位置向量在坐標軸其中一方向的分量。當互相繞行作圓周運動時，x方向向量會旋轉，使其一階導數及二階導數均不為0（因有速度及加速度），因此此系統可輻射出重力波。在赫爾斯-泰勒脈衝雙星（為兩質量相近的中子星組成的脈衝星雙星系统）中找到了因重力波輻射導致能量損失的證據。
正如電荷和電流多極對電磁場有貢獻一樣，質量和質量流多極對廣義相對論中的引力場有貢獻，從而產生所謂的重力電磁性。 改變質量流多極也可以發出引力輻射。 然而，質量流多極的貢獻通常比質量四極的貢獻小得多。

## 外部連結
- Multipole expansion（页面存档备份，存于）